# Ikusager
Ikusager Ediciones, S. A. es una editorial española, con sede en Vitoria, y fundada en 1976 por Ernesto Santolaya. Permitió un primer desarrollo del cómic en la región junto a revistas como Ipurbeltz (1977), Euzkadi Sioux (1979) y sobre todo Habeko Mik.

## Trayectoria
La editorial fue fundada en 1976 por Ernesto Santolaya, quien había nacido el 14 de octubre de 1935 en Huérteles y había trabajado antes como pastor e importador de maquinaria agrícola.
En 1979 lanzó la colección Imágenes de la historia, compuesta por cómics históricos encargados a destacados autores, fundamentalmente argentinos y españoles. Continuó luego editando novelas, como las de Antonio Altarriba, Michel del Castillo, Pierre MacOrlan, Serguey Dovlátov, Arthur London o  Paco Ignacio Taibo II, así como la monumental Historia de la revolución francesa de Jules Michelet.